# Vivien Brisse
Vivien Brisse (Saint-Étienne, 8 aprile 1988) è un ex pistard e ciclista su strada francese, campione del mondo 2013 di americana in coppia con Morgan Kneisky.

## Palmarès

### Pista
- 2006 (Juniores)

Campionati francesi, Americana Junior (con Kevin Fouache)
- 2009

Campionati francesi, Corsa a punti
- 2013

3ª prova Coppa del mondo 2012-2013, Americana (Aguascalientes, con Thomas Boudat)
Campionati del mondo, Americana (con Morgan Kneisky)
Quattro giorni di Grenoble (con Morgan Kneisky)
- 2014

Fenioux Trophy, Scratch
Sei giorni delle Rose, Scratch
Tre giorni di Grenoble (con Thomas Boudat)

## Piazzamenti

### Competizioni mondiali
- Campionati del mondo su pista

Ballerup 2010 - Inseguimento a squadre: 9º
Apeldoorn 2011 - Inseguimento a squadre: 12º
Apeldoorn 2011 - Americana: 4º
Melbourne 2012 - Scratch: 10º
Melbourne 2012 - Corsa a punti: 16º
Melbourne 2012 - Americana: 9º
Minsk 2013 - Inseguimento individuale: 20º
Minsk 2013 - Omnium: 12º
Minsk 2013 - Americana: vincitore
Cali 2014 - Scratch: 16º
Cali 2014 - Corsa a punti: 15º
Cali 2014 - Americana: 10º

### Competizioni europee
- Campionati europei su pista

Atene 2006 - Inseguimento a squadre Junior: 2º
S. Pietroburgo 2010 - Inseguimento a squadre Under-23: 3º
S. Pietroburgo 2010 - Corsa a punti Under-23: 15º
S. Pietroburgo 2010 - Americana Under-23: 5º
Pruszków 2010 - Inseguimento a squadre: 6º
Apeldoorn 2011 - Inseguimento a squadre: 9º
Apeldoorn 2011 - Americana: 3º
Panevėžys 2012 - Americana: 8º
Apeldoorn 2013 - Corsa a punti: 13º
Baie-Mahault 2014 - Omnium: 13º
Baie-Mahault 2014 - Americana: 3º